# Moumour
 Moumour  es una población y comuna francesa, en la región de Aquitania, departamento de Pirineos Atlánticos, en el distrito de Oloron-Sainte-Marie y cantón de Oloron-Sainte-Marie-Ouest.

## Demografía
| 1 010 | 886 | 934 | 873 | 889 | 854 | 835 | 828 | 779 | 688 | 636 | 681 | 612 | 581 | 578 | 542 | 555 | 525 | 521 | 532 | 479 | 509 | 489 | 450 | 413 | 450 | 527 | 545 | 506 | 744 | 698 | 731 | 764 |
| Para los censos de 1962 a 1999 la población legal corresponde a la población sin duplicidades (Fuente: INSEE [Consultar]) |     |     |     |     |     |     |     |     |     |     |     |     |     |     |     |     |     |     |     |     |     |     |     |     |     |     |     |     |     |     |     |     |

## Economía
La principal actividad es la agrícola (ganadería, pastos, policultivo). 